# Kosmos 2499
Kosmos 2499, ruski satelit iz programa Kosmos. Vrsta je Nivelir (br. 2), a vrsta i namjena bile su neko vrijeme nepoznate i tajnovite, bez najave za medije, s tek šturom najavom za UN.
Lansiran je 23. svibnja 2014. godine u 5:27 s kozmodroma Pljesecka s mjesta 133/3. Lansiran je u nisku orbitu oko planeta Zemlje raketom nosačem Rokotom-Briz-M 11A05. Orbita je 1479 km u perigeju i 1508 km u apogeju. Orbitne inklinacije je 82,45°. Spacetrackov kataloški broj je 39765. COSPARova oznaka je 2014-028-E. Zemlju obilazi u 115,85 minuta. Mase je oko 50 kg.
Nosi amaterski radijski teret. Aktivno manevrira.
Lansiran je skupa s trima satelitima Kosmosom 2496, Kosmosom 2497 i Kosmosom 2498.
Za napajanje je opremljen solarnim ćelijama i baterijama.
Razgonski blok Briz-KM No. 72521 14S45 ostao je u niskoj orbiti oko Zemlje.

## Vanjske poveznice
- N2YO.com Search Satellite Database (engl.)
- Celes Trak SATCAT Format Documentation (engl.)
- Kunstman  Arhivirana inačica izvorne stranice od 12. kolovoza 2019. (Wayback Machine) Satellites in Orbit (engl.)